# ۱۰۱۰ (میلادی)
۱۰۱۰ (میلادی) هزارو دهمین سال تقویم میلادی است.

## زادگان
- میخائیل چهارم، امپراتور بیزانس
- نسوی، ریاضی‌دان ایرانی
- ۲ ژوئن – سنت بنو، کشیش آلمانی (د. ۱۱۰۶)